# Rowan Blanchard
Pour les articles homonymes, voir Blanchard.
Rowan Eleanor Blanchard, née le 14 octobre 2001 à Los Angeles, est une actrice américaine. 
Elle est connue pour son rôle de Riley Matthews dans la série Le Monde de Riley. Elle a également joué dans Spy Kids 4 : Tout le temps du monde où elle tenait le rôle de Rebecca Wilson.

## Biographie
Rowan Blanchard est née à Los Angeles en Californie, de Mark et Elizabeth Blanchard-Boulbol, qui enseignent le yoga. Son grand-père paternel est un immigré libano-syrien et sa grand-mère est arménienne. Les ancêtres de sa grand-mère paternelle venaient d'Angleterre, du Danemark et de Suède. Ses grands-parents se sont rencontrés en Syrie à Alep. Rowan a un frère et une sœur : Carmen et Shane.
Elle a commencé sa carrière d'actrice à l'âge de cinq ans. 
En 2010, Rowan joue la fille de Mona dans le film Le Plan B. Elle est membre du Disney Channel Circle of Stars.

### Vie privée
En 2014, elle révèle sur Instagram qu’elle lutte contre la dépression.
Rowan Blanchard a fait son coming out à ses fans sur Twitter en se définissant comme queer, en 2016, dans plusieurs tweets.

### Engagements
Elle est une activiste féministe, des droits humains et contre les violences armées (« gun violence »). 
Elle se prononce sur ces sujets, le plus souvent, sur ses réseaux sociaux personnels via Twitter ou Tumblr. Elle a parlé lors de la conférence annuelle UN Women et du US National Committee, qui a fait partie d’une campagne féministe : #TeamHeForShe.
En Avril 2018, Blanchard critique Israel et son armée, sur ses réseaux sociaux et partage une photo de son propre post avec une photo de Ahed Tamimi (activiste palestinienne) qui tient le drapeau palestinien. Dans ce même post, elle exprime son soutien aux Palestiniens durant les manifestations de 2018-2019 connu sous le nom de : Great March of Return (en anglais). En Mai 2018, elle partage à nouveau une photo de Tamimi, en soutien aux Palestiniens de la bande de Gaza.
Le 21 janvier 2017, lors de la Women’s March, elle fait un discours devant de nombreuses personnes.

## Filmographie

### Cinéma
- 2010 : Le Plan B (The Back-Up Plan) : La fille de Mona
- 2011 : Little in Common : Raquel Pacheco
- 2011 : Spy Kids 4 : Tout le temps du monde (Spy Kids: All the Time in the World) de Robert Rodriguez : Rebecca Wilson
- 2016 : The Realest Real (Court-métrage) : Paige
- 2018 : Un raccourci dans le temps (A Wrinkle in Time) d'Ava DuVernay : Veronica Kiley
- 2019 : Trusting Hope (Court-métrage) : Hope
- 2019 : A World Away : Jessica Patterson
- 2022 : Crush : Paige

### Télévision
- 2010 : Dance-A-Lot-Robot (Série TV) : Caitlin
- 2011 : Little in Common (Téléfilm) :  Raquel Pacheco
- 2014–2017 : Le Monde de Riley (Girl Meets World) (Série TV) : Riley Matthews
- 2015 : Best Friends Whenever (Série TV) : Riley Matthews
- 2015 : Ma soeur est invisible (Invisible Sister) (Série TV) : Cleo
- 2017–2018 : Les Goldberg (Série TV) : Jackie Geary
- 2018–2019 : Splitting Up Together (Série TV) : China
- 2018 : Neo Yokio (Série TV) : Bergdorf Chan / Vendeuse #3 / Une adolescente (Voix)
- 2020–2024 : Snowpiercer (Série TV) : Alexandra Cavill

## Distinctions

### Nominations
- 2012 : Young Artist Awards : "Best Performance in a Feature Film - Young Actress Ten and Under" pour Spy Kids 4 : Tout le temps du monde
- 2016 : Teen Choice Awards : Meilleure actrice de l'été dans une série pour Le Monde de Riley
- 2017 : Kids Choice Awards : Meilleure actrice pour son rôle de Riley Matthews dans Le Monde de Riley

## Voix françaises
En version française, Rowan Blanchard est doublée par Helena Coppejans et Kelly Marot à deux reprises chacune. 
En France
| - Helena Coppejans dans : - Le Monde de Riley (série télévisée) - Ma sœur est invisible (téléfilm) - Kelly Marot dans : - Snowpiercer (série télévisée) - C'est compliqué | Et aussi - Sophie Frison dans Les Goldberg (série télévisée) - Clara Soares dans Un raccourci dans le temps |

Au Québec
- Noémie Charbonneau dans Spy Kids 4 : Tout le temps du monde
- Fanny-Maude Roy dans Un raccourci dans le temps